# Glen Cohen
Glen Cohen (eigentlich Glendon Howard Cohen; * 22. April 1954 in Linstead, Jamaika) ist ein ehemaliger britischer Sprinter, der sich auf den 400-Meter-Lauf spezialisiert hatte.
1974 siegte er bei den Europameisterschaften in Rom mit der britischen Mannschaft in der 4-mal-400-Meter-Staffel.
Bei den Olympischen Spielen 1976 in Montreal erreichte er über 400 Meter das Viertelfinale und scheiterte im Vorlauf der 4-mal-400-Meter-Staffel.
Im Jahr darauf wurde er bei den Halleneuropameisterschaften 1977 in San Sebastián Fünfter über 400 Meter.
1978 wurde er bei den Commonwealth Games in Edmonton Fünfter im Einzelbewerb und wurde mit der englischen 4-mal-400-Meter-Stafette im Finale disqualifiziert. Bei den Europameisterschaften in Prag schied er über 400 Meter im Halbfinale und mit der britischen 4-mal-400-Meter-Stafette im Vorlauf aus.
Bei den Olympischen Spielen 1980 in Moskau erreichte er über 400 Meter erneut das Viertelfinale. Im Finale der 4-mal-400-Meter-Staffel gelangte er mit der britischen Mannschaft nicht ins Ziel.
1977 wurde er britischer Hallenmeister über 200 Meter.

## Persönliche Bestzeiten
- 200 m: 20,90 s, 14. August 1976, London
- 400 m: 45,49 s, 21. Mai 1978, Philadelphia
  - Halle: 46,56 s, 2. März 1980, Boston